# Аркадьевский сельсовет
Арка́дьевский сельсове́т — муниципальное образование со статусом сельского поселения в составе Архаринского района Амурской области. Административный центр — село Аркадьевка.

## История
18 ноября 2005 года в соответствии с Законом Амурской области № 91-ОЗ муниципальное образование наделено статусом сельского поселения.

## Население
| 2002 | 2010 | 2011 | 2012 | 2013 | 2014 | 2015 |
| ---- | ---- | ---- | ---- | ---- | ---- | ---- |
| 861  | ↘755 | ↘750 | ↗765 | ↘753 | ↘736 | ↗742 |
| 2016 | 2017 | 2018 | 2019 | 2020 | 2021 |      |
| ↘731 | ↘711 | ↘700 | ↘680 | ↘662 | ↘661 |      |

## Состав сельского поселения
| № | Населённый пункт | Тип населённого пункта       | Население |
| - | ---------------- | ---------------------------- | --------- |
| 1 | Аркадьевка       | село, административный центр | ↘631      |
| 2 | Черноберёзовка   | село                         | ↘69       |